# ناحیه لوشنیه
لوشنیه (به آلبانیایی: Rrethi i Lushnjës) نام یکی از استان‌های سی‌وشش‌گانه کشور آلبانی است که مساحتی حدود ۷۱۲ کیلومتر مربع دارد و در غرب این کشور قرار دارد.